# Huckleberry Finns äventyr (film, 1993)
Huckleberry Finns äventyr (originaltitel The Adventures of Huck Finn) är en amerikansk familjefilm från 1993. 

## Handling
På flykt undan sin pappa och den välmenande änkan Douglas ger sig pojken Huckleberry Finn (Elijah Wood) av på rymmen. Tillsammans med en svart man som heter Jim (Courtney B. Vance) en förrymd slav, tar han sig på en flotte ner för Mississippi-floden. De möter skojare och tjuvar och hamnar mitt uppe i en släktfejd som de med nöd och näppe tar sig ut med livet i behåll. Men de klarar sig i alla väder, inte minst tack vare sin förmåga att springa snabbt och smita i rätt ögonblick.

## Om filmen
Huckleberry Finns äventyr regisserades av Stephen Sommers, som även skrev filmens manus. Det är en filmatisering av romanen Huckleberry Finns äventyr av Mark Twain från 1884.

## Rollista (urval)
- Elijah Wood - Huck Finn
- Courtney B. Vance - Jim
- Robbie Coltrane - Hertigen
- Jason Robards - Kungen
- Ron Perlman - Pap Finn
- Dana Ivey - änkan Douglas
- Anne Heche - Mary Jane Wilks
- James Gammon - vicesheriff Hines
- Frances Conroy - den taniga kvinnan med sjömansvisor